# 英法北美战争
英法北美战争（英語：French and Indian War），加拿大称为征服戰爭（Guerre de la Conquête），是1754年至1763年間大不列顛王國和法蘭西王國在北美的一場戰爭。
開戰時英國在北美約有200萬人口，而新法蘭西僅有約7萬人口，使得法軍極其依賴民兵，但戰爭前期法軍依然在路易-約瑟夫·德·蒙卡爾姆的領導下多次取得勝利。
1756年，戰爭擴大至世界範圍，成為七年戰爭的一部分。加拿大英語區和歐洲使用「七年戰爭北美戰場」稱呼此戰。印地安人在這場戰爭中與法國結盟，攻打英國。
1762年9月的信號山戰役確立了英國對法屬加拿大的控制，戰事結束。同年，法國秘密簽署枫丹白露条约，轉讓法屬路易斯安那給西班牙。
1763年2月10日英法等參戰國締結巴黎條約，西班牙割讓佛罗里達給英國，法國轉讓法屬路易斯安那的密西西比河以東部分給英國。這場戰爭是法國在北美勢力的轉折點，並確認了英國在北美東半部的控制地位。